# 144633 Georgecarroll
144633 Georgecarroll è un asteroide della fascia principale. Scoperto nel 2004, presenta un'orbita caratterizzata da un semiasse maggiore pari a 2,6088984 UA e da un'eccentricità di 0,1521149, inclinata di 12,86434° rispetto all'eclittica.
L'asteroide è dedicato allo statunitense George Carroll, progettista del telescopio dell'osservatorio da cui è stato scoperto.